# Hôtel Mezzara
L'Hôtel Mezzara è una costruzione in stile Art Nouveau di Parigi, opera di Hector Guimard, situata in rue La Fontaine 60 nel XVI arrondissement.
L'edificio risale al 1910-1911 ed è caratterizzato da una torretta e da eleganti balconi in ghisa. L'interno conserva gli arredi originali dello stesso architetto. Oggi ospita un Rettorato.